# Prepops nigricollis
Prepops nigricollis är en insektsart som först beskrevs av Reuter 1876.  Prepops nigricollis ingår i släktet Prepops och familjen ängsskinnbaggar. Inga underarter finns listade i Catalogue of Life.